# Jonathan Archer
Jonathan Archer a Star Trek: Enterprise című amerikai sci-fi tévésorozat egyik főszereplője, az Enterprise űrhajó kapitánya. Scott Bakula alakítja. A Star trek történelme szerint Ő az első, 5-ös Warp-fokozatra képes földi űrhajó kapitánya, az Enterprise (NX-01)-é. Az általa vezetett felfedező utak az első próbálkozásai az emberiségnek, hogy kapcsolatot létesítsen távoli, ismeretlen világokkal és civilizációkkal. Az Enterprise kapitányi posztját annak 2151-es első indulásától, a Bolygók Egyesült Föderációjának megalapításáig, azaz 2161-ig töltötte be.
Feltehetőleg hajójával együtt részt vett az Egyesült Föld és a Romulán Csillagbirodalom között zajló, 2160-61-es háborúban. A békekötés, és a Föderáció megalapítása után (melynek alapító okiratát Ő is aláírta) tovább szolgált az Egyesült Csillagflottánál, ahonnan admirálisi rangból vonult nyugdíjba. 2164-ben tiszteletbeli tagja lett az Andóriai Birodalmi Gárdának, majd 2169-től az Andórián volt föderációs nagykövet. 2175-től a Föderációs Tanácsban volt képviselő, végül 2184-től 8 évig a Föderáció elnöki posztját töltötte be.